# Bastien a Bastienka
Bastien a Bastienka (z něm. Bastien und Bastienne), KV 50/46b, je singspiel od klasicistního hudebního skladatele Wolfganga Amadea Mozarta z roku 1768.

## Historie
Mozart, kterému v té době bylo pouhých 12 let, operu napsal na přelomu léta a podzimu roku 1768 ve Vídni. Premiéra této „minioperky“ se pravděpodobně konala v zahradním divadle, nebo na zahradě lékaře Franze Antona Mesmera.
S jistotou lze doložit teprve uvedení Společností přátel opery (Gesellschaft der Opernfreunde) v Domě architektů (Architektenhaus) v Berlíně dne 2. října 1890, od kterého se datuje novodobé uvádění tohoto singspielu.
První překlad této opery do češtiny pořídil roku 1905 Václav Juda Novotný (pod titulem Jeník a Hanička), nejnověji pak Jaromír Nohavica.

## Postavy
- Bastienka, pastýřka (soprán)
- Bastien, její milý (tenor)
- Colas, kouzelník (bas)

## Děj

### První scéna
Pastýřka Bastienka je smutná, protože ji opustil její milý, pastýř Bastien, který našel zalíbení v jisté slečně z letohrádku.

### Druhá scéna
Ve vesnici, kde se celý děj odehrává se najednou objevuje kouzelník, jménem Colas, o kterém se Bastienka dozví a navštíví jej s prosbou o pomoc. Když si Colas vyslechne příčinu jejího trápení, rozhodne se jí pomoci a poradí jí, aby byla před Bastienem stále veselá a nevšímala si ho. Bastienka dá na jeho rady a spokojeně odchází.

### Třetí scéna
Zanedlouho Colase v jeho doupěti navštíví Bastien (což Colas čekal) a žádá jej rovněž o vysvětlení, proč si jej Bastienka nevšímá. Colas, jelikož ví, oč zde běží, začne Bastienovi vyprávět o Bastienčině lásce k jinému hochovi, který je bohatší, než Bastien a pochází ze šlechtického rodu. To Bastiena velmi rozčílí a zprvu Colasovi nevěří, přesto požádá kouzelníka o pomoc a ten souhlasí. Pomocí kouzel Bastienovi ukáže pravou cestu – lásku k Bastience. Bastien tedy začne vzpomínat na to, jak je Bastienka krásná a zříká se zlata a přepychu, kterým byl zaslepen.

### Čtvrtá scéna
Bastienka mezitím vzpomíná na staré časy, kdy si s Bastienem byla blízká a kdy se měli rádi. Potkává Bastiena a pohádá se s ním. Chce po něm, aby odešel, což je pro Bastiena velká rána a chce se zabít. Bastienka mu v tom nijak nebrání a Bastien skutečně vytahuje dýku a chce se zároveň utopit. Bastienka mu ještě připomíná, jakou bolest jí způsobil a Bastien ztrácí chuť žít. Na poslední chvíli však Bastienka na Bastiena zavolá, čemuž se velmi diví. Po dlouhém vysvětlování pravda vychází najevo a začnou se mít zase rádi.

### Pátá scéna
V tu chvíli se objevuje Colas a má velkou radost, že vše dobře dopadlo, avšak nezapomene dodat, že díky jeho kouzelné moci. Provolává jim slávu a přeje vše dobré, aby už jim nemusel nikdy pomáhat. Bastien a Bastienka oslavují kouzelníkovu moudrost a kouzla a vše končí šťastně.

## Seznam árií
- Mein liebster Freund hat mich verlassen – Bastienka
- Ich geh jetzt auf die Weide – Bastienka
- Befraget mich ein zartes Kind – Colas
- Wenn mein Bastien einst im Scherze – Bastienka
- Würd ich auch wie manche Buhlerinnen – Bastienka
- Grossen Dank dir abzustatten – Bastien
- Geh! Du sangst mir eine Fabel – Bastien
- Diggi, daggi, schurry, murry – Colas
- Meiner Liebsten schöne Wangen – Bastien
- Er war mir sonst treu und ergeben – Bastienka

## Seznam duet
- Auf den Rat, den ich gegeben – Colas, Bastienka
- Geh! Herz von Flandern – Bastien, Bastienka

## Recitativ
- Dein Trotz vermehrt sich – Bastien, Bastienka

## Terzett
- Kinder! Seht, nach Sturm und Regen – Colas,Bastien, Bastienka